# نیکولت هلمانس
نیکولت هلمانس (انگلیسی: Nicolette Hellemans؛ زادهٔ ۳۰ november ۱۹۶۱ (۶۳ سال)) ورزشکار روئینگ اهل پادشاهی هلند است.
وی در مسابقات کشوری و بین‌المللی در مجموع برندهٔ ۱ مدال نقره، ۱ مدال برنز شده‌است.